# 河岸亜砂
河岸 亜砂（かわぎし あすな、生年未詳 - ）は、日本の作詞家。

## 作品

### アニメ
- 「ワイワイワールド」　「Dr.スランプ アラレちゃん」主題歌
- 「わいわい行進曲」　「Dr.スランプ アラレちゃん」主題歌
- 「アラレのマーチ」　「Dr.スランプ アラレちゃん」挿入歌
- 「よいこよいこアラレちゃん」　「Dr.スランプ アラレちゃん」挿入歌
- 「孫悟空ソング」　「ドラゴンボール」挿入歌